# Золоті коди
Золотий код (англ. Gold Codes) — це код запуску ядерної зброї, наданий президенту Сполучених Штатів як головнокомандувачу збройними силами. У поєднанні з ядерна валіза Золоті коди дозволяють президенту санкціонувати ядерну атаку. Золоті коди, а також окремий ядерна валіза також призначаються віцепрезиденту на випадок, якщо президент недієздатний або іншим чином не може виконувати посадові обов’язки відповідно до Двадцять п’ятої поправки до Конституції Сполучених Штатів.